# گریگوری سوکولنیکوف
گریگوری یاکُوْلیویچ سوکولْنیکوف (با نام اصلی هیرش یانْکِلِویچ بریلیانت؛ ۱۵ اوت ۱۸۸۸ – ۲۱ مۀ ۱۹۳۹) انقلابی روسی، اقتصاددان و سیاستمدار شوروی بود. 
در خانواده‌ای یهودی در رومنی به دنیا آمد. در سال ۱۹۰۵  به حزب سوسیال دموکرات کارگری روسیه پیوست و در جریان انقلاب ۱۹۰۵ به‌عنوان یک بلشویک فعال بود؛ هرچند دستگیر شد و در سال‌های ۱۹۰۷ تا ۱۹۰۹ به سیبری تبعید شد، او توانست بگریزد و از مرز عبور کند  و به اروپای غربی برود. در پاریس ساکن شد، جایی که تحصیلات حقوقی و اقتصادی خود را گذراند. در سال ۱۹۱۴ دکترای اقتصاد خود را از سوربن دریافت کرد.
در دوران جنگ جهانی اول به سوئیس رفت، در روزنامۀ ناشه سلوو که به سردبیری تروتسکی منتشر می‌شد، همکاری کرد. پس از فروکش کردن انقلاب فوریه، همراه با لنین به مسکو بازگشت و در آوریل ۱۹۱۷ به حزب بلشویک پیوست.  او به جناح «آشتی‌جوی» بلشویک‌ها پیوست که در پی جلوگیری از انشعاب کامل با منشویک‌ها بودند. همان سال، پس از عضویت در کمیتۀ اجرایی شورای مسکو، به عضویت کمیتۀ مرکزی انتخاب شد و همراه با استالین سردبیری روزنامۀ پراودا را بر عهده گرفت و یکی از چهره‌های رهبری حزب بلشویک گردید. پس از انقلاب اکتبر، نظارت بر ملی‌سازی بانک‌ها را بر عهده گرفت. او در هیئت صلح اعزامی به برست-لیتوفسک که خود عضوی از آن بود، از مواضع لنین حمایت کرد و در کنگرۀ هشتم حزب، از سیاست نظامی تروتسکی دفاع نمود. در آن زمان، به‌طور متوالی عضو کمیته‌های نظامی-انقلابی ارتش دوم، نهم، سیزدهم و هشتم بود.
در طول جنگ داخلی به‌عنوان کمیسار سیاسی خدمت کرد. پس از پایان جنگ داخلی، سوکولنیکوف سازمان قدرت شوروی را در ترکستان سامان داد. او در مقام کمیسر خلق در وزارت دارایی (۱۹۲۲) با انحصار کامل دولت بر تجارت خارجی مخالفت کرد و از سیاست تقویت جایگاه دهقانان پشتیبانی نمود. به دلیل مخالفت با قدرت‌گیری استالین، به مقام‌های پایین‌تر تنزل یافت. مدتی در اپوزیسیون متحد شرکت کرد (امری که با توجه به مواضع پیشین او شگفت‌انگیز می‌نمود)، حال آنکه بار دیگر در سال ۱۹۲۲ به کمیتۀ مرکزی و در ۱۹۲۴ به دفتر سیاسی راه یافته بود. همین امر سبب برکناری او از کمیساریای خلق و دفتر سیاسی شد و او به سمت معاون رئیس گاسپلن منصوب گردید. پس از کناره‌گیری از اپوزیسیون، دوباره به کمیتۀ مرکزی راه یافت و در سال ۱۹۲۹ به‌عنوان نمایندۀ تام‌الاختیار در بریتانیا منصوب شد و تا سال ۱۹۳۴ در آنجا ماند. همان سال به معاونت کمیساریای خلق در وزارت امور خارجه رسید.
او در سال ۱۹۳۷ در جریان پاکسازی بزرگ دستگیر شد و در دومین محاکمات بزرگ مسکو، معروف به محاکمۀ هفده نفره، محاکمه گردید؛ دادگاهی که در آن برای همۀ متهمان جز سه نفر (از جمله سوکولنیکوف) حکم اعدام صادر شد. پس از آنکه او به «خطای خود» اعتراف کرد، حکم اعدامش به ده سال زندان کاهش یافت. سرانجام، در سال ۱۹۳۹ در شرایطی مبهم در زندان کشته شد. 